# 中山良夫
中山 良夫（なかやま よしお）は、日本テレビ放送網取締役執行役員。元チーフプロデューサー。

## 来歴
スポーツ・情報局スポーツセンター長、2007年7月1日付で報道局次長兼マルチニュース制作部長に、2008年7月1日付で子会社日テレアックスオン専務取締役に、2014年6月1日より2017年5月31日まで事業局長、2015年6月1日より執行役員に昇進、2016年6月29日より取締役執行役員に昇進した。2017年6月1日より日本テレビ放送網取締役執行役員事業局・海外ビジネス推進室担当。事業局長の後任は今村司(前：事業局長代理)が就任する。2018年6月1日より日本テレビ放送網取締役執行役員に変更。6月28日付で日本テレビ放送網取締役を退任。BS日本代表取締役社長に就任。

## 過去の担当番組
いずれもチーフプロデューサー(CP)名義である。
- ザ!世界仰天ニュース
- 所さんの目がテン!
- メレンゲの気持ち
- いつみても波瀾万丈
- モグモグGOMBO
- ぶらり途中下車の旅
- スポーツMAX
- スポーツうるぐす
- The独占サンデー
- スーパーテレビ情報最前線
- あの人は今!?